# پایگاه هوایی مارکو فیدل سوارز
پایگاه هوایی مارکو فیدل سوارز (به انگلیسی: Marco Fidel Suárez Air Base) (به زبان بومی: Base Aérea Marco Fidel Suárez) یک فرودگاه نظامی است که یک باند فرود آسفالت دارد و طول باند آن ۱۹۰۰ متر است. این فرودگاه در کشور کلمبیا قرار دارد و در ارتفاع ۹۶۵ متری از سطح دریا واقع شده‌است.